# لاكسميكانت–بياريلال
لاكسميكانت–بياريلال كانا ثنائي ملحن هندي، يتألف من لاكسميكانت شانتارام كودالكار (1937–1998) وبيريالال رامبراساد شارما (مواليد 1940). خلال مسيرتهم المهنية الممتدة من عام 1963 إلى عام 1998، قاموا بتأليف الموسيقى لحوالي 750 فيلمًا، وعملوا مع العديد من صناع الأفلام البارزين.

## وقت مبكر من الحياة

### لاكشميكانت
ولد لاكسميكانت شانتارام كودالكار في يوم لاكشمي بوجان، ديباوالي في 3 نوفمبر 1937. ربما، بسبب يوم ولادته، أطلق عليه والداه اسم لاكشميكانت، وهو اسم فيشنو، زوج الإلهة لاكشمي. توفي والده عندما كان طفلاً. وبسبب الحالة المالية السيئة للأسرة لم يتمكن من إكمال تعليمه الأكاديمي أيضًا.  نصح صديق والد لاكسميكانت، والذي كان موسيقيًا أيضًا، لاكسميكانت وشقيقه الأكبر بتعلم الموسيقى. وبناءً على ذلك، تعلم لاكسميكانت العزف على الماندولين وتعلم أخوه الأكبر العزف على الطبلة. أمضى عامين برفقة عازف الماندولين الشهير حسين علي. بدأ في تنظيم وأداء حفلات الموسيقى الكلاسيكية الهندية لكسب بعض المال. وفي وقت لاحق، في أربعينيات القرن العشرين، تعلم أيضًا العزف على الماندولين من بال موكوند إندوركر والعزف على الكمان من حسنالال (من شهرة حسنالال بهاجاترام).
بدأ لاكشميكانت مسيرته السينمائية كممثل طفل في أفلام بهاكت بنداليك (1949) وآنخين (1950). كما قام بالتمثيل في بعض الأفلام الكجراتية. 

### بياريلال
بياريلال رامبراساد شارما (من مواليد 3 سبتمبر 1940) هو ابن عازف البوق الشهير البانديت رامبراساد شارما (المعروف شعبياً باسم باباجي)، الذي علمه أساسيات الموسيقى. بدأ تعلم العزف على الكمان في سن الثامنة وكان يمارسه لمدة تتراوح بين 8 إلى 12 ساعة يوميًا. تعلم العزف على الكمان من موسيقي غواني يدعى أنتوني غونسالفيس. تعتبر أغنية "اسمي أنتوني جونزالفيس" من فيلم أمار أكبر أنتوني بمثابة تكريم للسيد جونزالفيس (كان للفيلم موسيقى من تأليف لاكسميكانت-بياريلال). 

## روابط خارجية
- لاكسميكانت–بياريلال على موقع ميوزك برينز (الإنجليزية)